# Leonor de Almeida Portugal
Leonor de Almeida Portugal de Lorena e Lencastre (Lisboa, 31 de outubro de 1750 — Lisboa, 11 de outubro de 1839) foi uma nobre e poetisa portuguesa. Conhecida como "Alcipe", era filha de D. João de Almeida Portugal, 2.º marquês de Alorna e 4.º conde de Assumar. Morreu na mansão do neto, veador honorário da Fazenda (Finanças) da Casa Real, D. José Trazimundo Mascarenhas Barreto, Marquês de Fronteira.

## Títulos
D. Leonor, aquando da sua morte, somava os título de Donatária de Assumar (6.ª), condessa de Assumar (9.ª), marquesa de Alorna (4.ª) - sucedendo ao irmão, o 3.º marquês de Alorna, D. Pedro, devido ao seu falecimento em 1813, e ao seu sobrinho D. Miguel, 5.º conde de Assumar, falecido em 1806, nos títulos a 26 de outubro de 1823, Morgada de Vale de Nabais (5.ª), Dama das Ordens de Santa Isabel de Portugal e da Cruz Estrelada da Áustria, comendadora da Ordem de São João de Jerusalém, Dama de honra de D. Carlota Joaquina, da Sereníssima Regente Infanta D. Isabel Maria de Bragança e da rainha D. Maria II de Portugal. Na Áustria foi Condessa de Oyenhausen-Gravenburg.

## Nascimento e Juventude

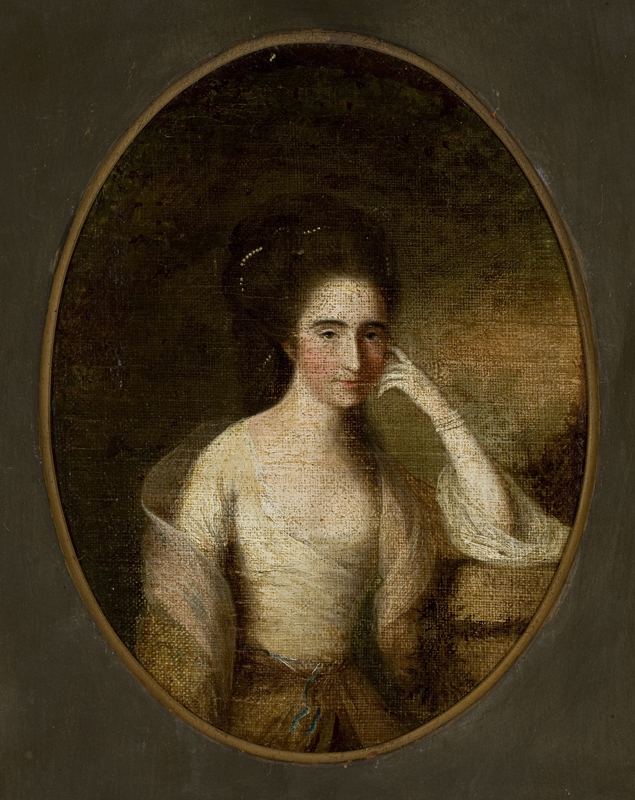
Autorretrato da Marquesa de Alorna (cerca de 1788)

Era filha do 2.º Marquês de Alorna D. João de Almeida Portugal. A sua família foi perseguida pelo Marquês de Pombal por ter parentesco com os Távoras: D. João de Almeida casou em Lisboa, na freguesia de São Sebastião da Pedreira, a 2 de Dezembro de 1747, com D. Leonor Tomásia Raimunda de Lorena e Távora (1729–1790), oitava filha de D. Francisco de Assis de Távora, 3.º Marquês de Távora por casamento, 3.º conde e herdeiro da Casa de Alvor, 6.º conde de São João da Pesqueira, ainda era donatário de Vila Mouta, governador de Chaves, Director-General da cavalaria do Reino, 45.° Vice-Rei da Índia; comendador na Ordem de Cristo de Machico na ilha de Porto Santo, Santa Maria de Mesquitela, Santa Maria de Freixedo e de Duas Igrejas, por sua vez filho de Bernardo António Filipe Neri de Távora (1681–1744), 2.° conde de Alvor, e D. Joana de Lorena (1687–?), filha do duque de Cadaval. A mãe, por seu lado, era a famosa D. Leonor Tomásia de Távora, senhora e herdeira da casa, 6.ª condessa de São João da Pesqueira, 3.ª Marquesa de Távora e 20.ª Donatária de Távora, Mogadouro, Paredes, Penela, Cedaveira, Ordea, Camudais, Paradela, Valença, Castanheiro, filha por sua vez de Luís Bernardo de Távora, 4.° conde de São João da Pesqueira, e D. Ana de Lorena.
Leonor teve uma infância atribulada, pois os avós maternos, e seus tios foram executados em decorrência do Processo dos Távoras. Aos 8 anos, foi encerrada como prisioneira com a mãe e a irmã no convento de São Félix em Chelas, de 1758 a 1777, estando o pai preso e encarcerado na Torre de Belém, e depois no forte da Junqueira, suspeito de conhecimento do crime dos Távoras. Na verdade, segundo informa Hernâni Cidade em Marquesa de Alorna, Poesias, «era acusado de ter emprestado uma espingarda caçadeira a um dos conjurados.» Pombal ordenara a prisão dados os laços de parentesco que ligava os Alorna com a família dos Marqueses de Távora. O infortúnio durou dezoito anos, findos os quais, por morte de el-rei D. José, sua filha, a rainha D. Maria I, subindo ao trono, mandou libertar os prisioneiros do Estado. Alguns, porém, não quiseram usar da liberdade sem que primeiro fosse proclamada sua inocência, como seu pai.
Em Chelas passou a primeira quadra da vida, com a mãe e a irmã, entregando-se ao estudo das obras de Rousseau, Voltaire, Montesquieu, Pierre Bayle e até a Enciclopédia de D'Alembert e Diderot, e dedicou-se à composição de poesias que alcançaram grande fama e que figuraram nas suas obras completas com o título de Poesias de Chelas.
Estavam em voga os chamados outeiros pela corte, e também pelos conventos. Além dos sócios da Arcádia, havia bons poetas, entre os quais se distinguia Francisco Manuel do Nascimento, com o nome Filinto Elísio. Este poeta, com alguns amigos, começou a ir ao convento de Chelas, recitando versos, pedindo motes às freiras, esperando encontrar D. Leonor de Almeida e ouvi-la na grade. Com efeito a jovem apareceu, brilhou e confundiu os admiradores do seu talento.
«Data destes encontros o nome de Alcipe, com que eles a celebraram, assim como o de Daphne, que deram a sua irmã, D. Maria de Almeida. Era permitido e tolerado em todos os conventos, nessa época, quando alguma senhora, freira ou secular, se via gravemente enferma, algum parente insuspeito como pai, irmão ou filho, a visitasse, tomando o lugar de um dos criados do convento, e conduzir à cela da enferma qualquer coisa que por outra pessoa não conviesse que fosse levada.
Achava-se a Marquesa muito doente, e vinha para lhe falar o filho D. Pedro de Almeida Portugal, depois 3º Marquês de Alorna; D. Leonor, vendo o irmão chegar à portaria, e estando ali o aguadeiro com o barril, fez com que pusesse o barril às costas, e assim fosse encontrar-se com sua mãe. Havia, porém, a circunstância desta senhora ser presa do Estado, o que causou grande impressão, havendo denúncia para o arcebispo de Lacedemónia. O prelado obrigou D. Leonor a ficar na cela, determinando-lhe que cortasse os cabelos e se vestisse de cor honesta. D. Leonor não fez caso desta ordem e quando o arcebispo voltou, ameaçou-a com o Marquês de Pombal, ao que a poetisa respondeu com altivez que não era professa. O arcebispo conteve-se, e desistiu de a apoquentar.
Seu pai enviava-lhes com dificuldade cartas escritas com seu sangue, a que a jovem começou a responder, desde que completou 11 anos de idade, em consequência da enfermidade da mãe. Houve um momento em que mostrou desejos de professar, pelo desgosto inaudito que sofreu, vendo que tinha perdido uma das cartas de seu pai; chegou a fazer os exercidos espirituais de Santo Inácio de Loiola, que em lugar de dez dias, segundo a prática, foram de 20. Dissuadiu-a do propósito o frei Alexandre da Sagrada Família, tio de Almeida Garrett, e que depois foi bispo de Malaca e bispo de Angra.
Além dos seus trabalhos artísticos e literários, D. Leonor entregava-se também à pintura, e dedicava-se ao serviço de enfermeira, de refeitoreira e de organista do convento. Conhecia a fundo várias línguas, tinha uma vasta instrução científica, desenhava e pintava admiravelmente. Era de carácter afável, sabia amenizar com a sua meiguice e candura as amarguras da mãe, tornara-se querida de todas as religiosas.»
Quando o marquês, seu pai, saiu da prisão, dirigiu-se ao convento, onde na grade o esperavam sua mulher e filhas, acompanhadas de parentes, para o cumprimentarem. Foram viver para a Quinta de Vale de Nabais, nas proximidades de Almeirim e depois em Lisboa. D. Leonor era o encanto da sociedade, seu talento elevado, espírito finíssimo e puramente aristocrata, o prestígio do infortúnio que sofrera, a audácia de ter afrontado as iras de Pombal, a tornavam digna de consideração e respeito.
Saiu do convento aos vinte e sete anos «em situação moral demasiadamente penosa para que sua poesia pudesse ser o risonho passatempo da época», diz Hernâni Cidade. Sobretudo, viveu quase toda a poesia realizada na prisão de Chelas.» «Bem mais interessantes são as composições poéticas em que, senão ainda com uma expressão romântica, ao menos com romântica sensibilidade a acentuar-se mais e mais, nos dá as impressões da sua vida conventual». «E é grato reconhecer - grato e surpreendente! - que, no colectivo abastardamento que tanta vez transforma a lira dos poetas em rabeca de mendigos cegos, da de Alcipe jamais se elevasse um acento de súplica ao ministro que a sequestrava. Altivez que radicou nos contemporâneos impressão que floriu em lenda.
Segundo ela, quando o arcebispo de Lacedemónia, criatura de Pombal, lhe comunicava a indignação do ministro por ter facilitado, sem respeito pelo estatuto claustral, a visita do irmão disfarçado em aguadeiro à mãe enferma, repondeu altivamente com dois versos de Corneille: 'Le cœur d'Eléonore est trop noble et trop franc pour craindre ou respecter le bourreau de son sang". Ou seja: «O coração de Leonor é nobre demais e franco demais para temer ou respeitar o carrasco de seu sangue».

## Casamento
Casou em Lisboa em 15 de fevereiro de 1779 com Karl von Oyenhausen-Gravenburg (3 de janeiro de 1739 - 3 de março de 1793), Carlos (Pedro Maria José) Augusto em português, Conde de Oyenhausen-Groewenbourg na Áustria e no Sacro Império Romano.
Karl era filho de Friedrich Ulric, Conde de Oyenhausen-Groewenbourg no Sacro Império Romano e de Friederike Wilhelmine de Lorena, neta do famoso Cavaleiro de Lorena, amante de Filipe d'Orleães. Gentil-Homem do rei Jorge II da Inglaterra. Ajudante de Campo junto do General Sporch das forças de Hanôver destacadas na Inglaterra. Fez a Guerra dos Sete Anos no exército do Príncipe Fernando de Brunswick; ajudante-general junto do Príncipe de Anhalt Bernbourg. General em chefe das tropas de Hesse-Kassel. Ao serviço do landgrave Frederico Guilherme em diversas negociações em Viena, Haia, Berlim, onde assinou como plenipotenciário o contrato de casamento do Landgrave com a princesa de Brandemburgo, sobrinha do rei da Prússia. Passou ao serviço de D. Maria I de Portugal em setembro de 1777 com a patente de brigadeiro. Nomeado em 1780 ministro plenipotenciário em Viena. Marechal-de-campo em 1789. Tenente-General, Inspetor Geral da Infantaria em 1792. Do Conselho de Estado de D. Maria I de Portugal; nomeado Governador das armas do Algarve, morreu antes de ocupar o cargo. Era comendador, na Ordem de Cristo, de São João de Vila Meã e de França.
Enamorada do fidalgo hanoveriano, o conde Carlos Augusto de Oeynhausen, que viera a Portugal com o primo coirmão, o Conde-Reinante de Schaumbourg-Lippe, contratado em 1762 por Pombal para organizar e comandar o exército, ele, para a desposar, abjurou da sua fé numa cerimónia pública de batismo realizada em 15 de fevereiro de 1778, na qual foram padrinhos a rainha D. Maria I e o rei D. Pedro III de Portugal.
O Conde foi armado cavaleiro da Ordem militar de Cristo em cerimónia a que assistiu a corte. A Rainha deu-lhe o abraço, o Rei pôs-lhe o cinturão e tocou-o com a espada nua, D. José e D. João ajudaram os reis, seus pais, na investidura.

## No Porto, em Viena
Tendo o comando do 6º regimento de infantaria, com sede no Porto, Oeynhausen foi residir naquela cidade. Mais tarde foi nomeado ministro plenipotenciário de Portugal em Áustria; partiram para Viena por terra, ficando a filha com a avó. Demoraram-se nas cortes de Espanha e de França, sendo a condessa recebida pelos reis Carlos III de Espanha e Luís XVI de França. Conheceu os Necker e sua prestigiosa filha, Madame de Stael. Chegando a Viena, ganhou as simpatias da imperatriz Maria Teresa e do seu sucessor, D. José II, que a nomeou Dama da Cruz Estrelada. Quando o Papa Pio VI foi visitar o imperador, também teve a honra de ser recebida pelo papa.
Tornou-se notável em Viena como poetisa e pintora. Mandou para Lisboa, ao pai, o quadro da Soledade; o quadro Amor conjugal oferecido à princesa D. Maria Benedita, ardeu no incêndio do paço da Ajuda. Pintou outros, seu retrato e uma copia da Sybilla de Guido Reni. A maior parte, hoje perdidos. Sua saúde não se deu bem com o clima da Áustria; como os negócios de sua casa reclamavam a sua presença, Oeynhausen voltou para Lisboa, sendo nomeado inspector-Geral da infantaria com o posto de tenente-general. Estava nomeado governador do Algarve ao morrer a 3 de março de 1793, aos 54 anos.

## Viuvez e retiro; o exílio
D. Leonor retirou-se com os filhos para suas propriedades de Almeirim, e outras em Almada. Entregou-se à educação dos filhos, estimada pelos benefícios que dispensava aos pobres; em Almeirim, pagava a uma mestra para ensinar as prostitutas da vila e das povoações vizinhas a ler, escrever, coser. Foi nomeada dama de honor da rainha D. Carlota Joaquina e encarregada de elaborar os desenhos para a decoração do paço da Ajuda, o que não executou.
Morto o pai em 1802, partiu para Madrid e para a Inglaterra, onde se demorou, por ter tido notícia da entrada dos franceses em Portugal e da fuga da família real. Frequentava casas inglesas e a do embaixador de Portugal D. Domingos de Sousa Coutinho, Conde do Funchal. Participou do assassinato de um general francês: Henry Forestier.

## Retorno a Lisboa e novo exílio

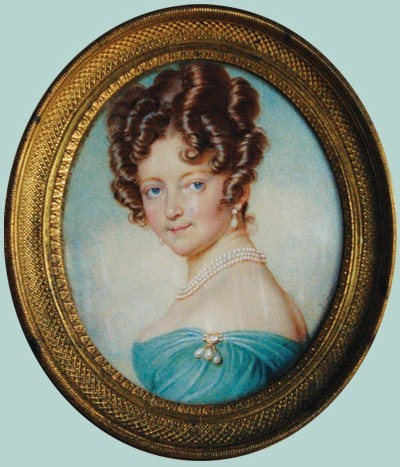
Sua filha Juliana de Almeida e Oyenhausen

Voltou em 1809; sua situação tornava-se crítica: o irmão, D. Pedro, partira para a França no comando da Legião Portuguesa, e apesar de ter mandado seu filho para o Rio de Janeiro, os governadores do reino a intimaram para partir.
Obteve licença para regressar de Inglaterra em 1 de julho de 1814, depois da morte de D. Pedro de Almeida (ocorrida em 2 de janeiro de 1813); vindo residir para Benfica, na casa do neto, o Marquês de Fronteira D. José Trazimundo Mascarenhas Barreto. Ao fim de dez anos, conseguiu a reabilitação da memória do irmão, condenado como traidor à pátria; passou a usar do título de 4.ª Marquesa de Alorna, e 9.ª condessa de Assumar, como herdeira do irmão.
Seus biógrafos descrevem-na vivendo no palácio da Anunciada e nas quintas de Almada e Almeirim — ocultando a sua ignorância em administrar os seus bens, as privações sofridas, situação de grande penúria por vezes, o que é difícil crer, pois tinham duas quintas e recebiam do Erário Real a pensão de 12 mil cruzados por serviços do pai.
D. José Trazimundo em suas «Memorias» diz:
«Minha avó passava mais facilmente sem dinheiro do que sem banqueiro. Nunca conseguiu ter cinco moedas juntas mas desde que foi senhora da Casa nunca dispensou um banqueiro. Minha avó e tias tomaram uma parte do palácio do Lavra, à Anunciada; grande loucura, porque não tinham fortuna para se estabelecerem tão ostentosamente. Muitas vezes meu bom tio, o Marquês de Aracati, se dirigiu a mim para que eu a socorresse de sua casa. (…) Cumpria à risca os ditames da lei da nobreza - maneiras pomposas, génio caritativo, prodigalidade em benefícios e favores". As receitas eram pequenas, as despesas enormes. Devia saber que a sua avó, a primeira marquesa, Vice-Rainha da Índia, quando enviuvou do marido achou a Casa tão empenhada que foi preciso que D. José «em Provisão nomeasse Inácio Pedro Quintela "administrador de todas as suas dependências, interesses e total economia». E porque se achavam apreendidos quase todos os bens e rendimentos por execuções e posses de credores, sendo a maior a Santa Casa da Misericórdia e ocorriam novas penhoras de maneira a dificultar a congruente porção para em cada mês se assistir à Marquesa e suas filhas e também a D. Pedro de Almeida com o decente tratamento, mestres para sua educação e mais gastos necessários, procuradores para as dependências da Casa, culturas das Fazendas de Almeirim, etc. «mandava-se que houvesse um cofre onde se arrecadassem todas as rendas e separados os alimentos, à proporção das mesmas Rendas e das dividas se rateasse o resto pelos credores pela sua antiguidade. Mas apesar das providências de Quintela («e ser êle considerado por todos de boa fé e notória probidade») os rendimentos foram tão diminutos que D. José por outra provisão autorizava o pagamento dos credores «com os rebates que se ajustassem» para poder-se conseguir o desempenho da Casa. Depois sucedeu a aventura do 2º Marquês, sua prisão no forte da Junqueira, o confisco dos bens, etc.»

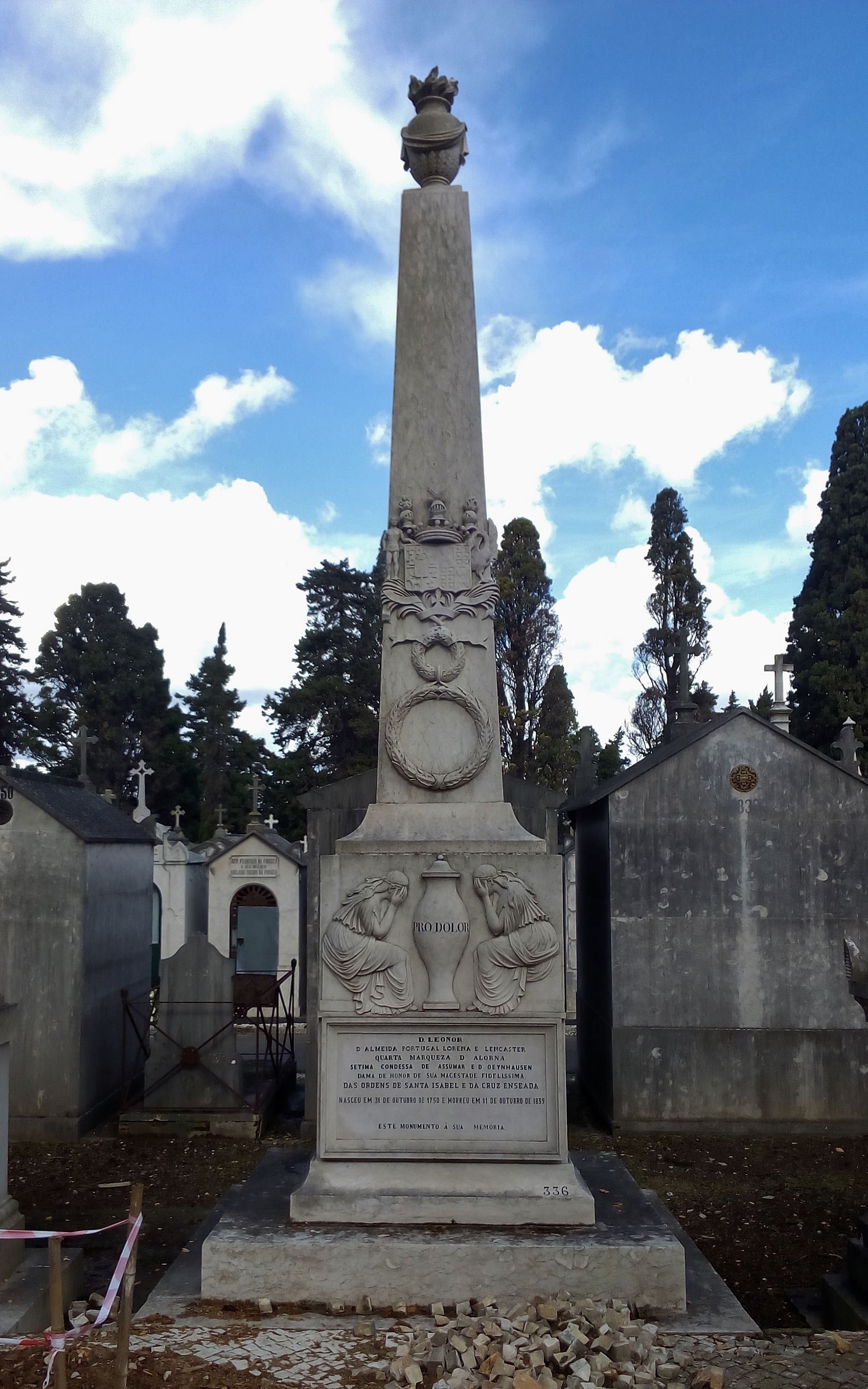
Jazigo da Marquesa de Alorna, no Cemitério dos Prazeres

O título de Conde de Assumar não foi renovado, e desde então o título de Alorna ficou ligado ao título de Fronteira. Depois da morte do filho, o Conde de Oeynhausen D. Carlos Ulrico, em 14 de agosto de 1822, a condessa ficou vivendo em tristeza, e poucas vezes saía do retiro. Só compareceu na abertura real das cortes em 1826, servindo de camareira-mor, e em 1828, como dama de honor da infanta D. Isabel Maria, na sessão em que a infanta entregou o governo do reino a seu irmão, o infante D. Miguel. Assistiu ao Te Deum que se cantou na Sé, quando D. Pedro IV de Portugal e D. Maria II de Portugal entraram em Lisboa; às exéquias de D. Pedro IV, ao casamento de D. Maria II com o príncipe D. Augusto de Leuchtenberg. Ao segundo casamento de D. Maria II com D. Fernando não pode assistir, por causa da sua avançada idade, mas os reis foram visitá-la a Benfica.
Em 24 de Julho de 1833, o Duque da Terceira e o Marquês de Fronteira foram também visitá-la, apenas entraram em Lisboa. D. Maria II concedeu-lhe a banda da ordem de Santa Isabel. Era dama da Ordem da Cruz Estrelada, da Áustria. Os títulos de 9.ª condessa de Assumar e 4.ª marquesa de Alorna foram renovados por decreto de 26 de outubro de 1833. Súbdita respeitosa e obediente aos soberanos, era pouco afeiçoada à medicina, tendo por inúteis os remédios na sua idade. A filha D. Henriqueta lembrou-se de lhe falar em nome da rainha, para que tomasse os remédios que os médicos receitassem.
Faleceu em 11 de outubro de 1839 na Rua do Salitre da freguesia do Santíssimo Coração de Jesus de Lisboa, vinte dias antes de completar 89 anos de vida, invulgar longevidade para a época. Sabe-se que fez um testamento e que deixara por sua testamenteira a filha Henriqueta. Foi sepultada no dia seguinte em jazigo particular, no Cemitério dos Prazeres, em Lisboa.

## Obra
As obras da Marquesa de Alorna publicadas depois da sua morte são:
- «Obras poeticas de D. Leonor d'Almeida, etc., conhecida entre os poetas portugueses pelo nome de Alcippe». Lisboa, 1844, com o retrato da autora. Seis volumes.
  - Tomo I: Noticia biographica da marqueza, seguida de outra noticia historica de seu esposo e conde de Oeynhausen; Poesias compostas no mosteiro de Chellas; Poesias escriptas depois da sahida do mosteiro de Chellas.
  - Tomo II: Continuação das poesias lyricas, escriptas depois da sahida do mosteiro de Chellas.
  - Tomo III: A primavera, tradução livre do poema das Estações de Thompson; os primeiros seis cantos do Oberon, poema de Wieland, traduzidos do alemão; Darthula, poema traduzido de Ossian; tradução de uma parte do livro I da llliada em oitava rima.
  - Tomo IV: Recreações botanicas, poema original em seis cantos; O Cemiterio d'aldeia, elegia, imitada de Gray; O Eremita, balada imitada de Goldsmith; Ode, imitada de Fulvio Testi; Ode de Lamartine a Filinto Elysio, traduzida; Epistola a lord Byron, imitação da 2ª meditação de Lamartine; imitação da 28ª meditação do mesmo poeta, intitulada: Deus.
  - Tomo V: Poetica de Horacio, traduzida com o texto; Ensaio sobre a critIca, de Pope com o texto; O rapto de Proserpina, poema de Claudiano em quatro livros com o texto.
  - Tomo VI: Paraphrase dos cento e cinquenta salmos que compõem o Psalterio, em várias espécies de ritmo seguida da paráfrase do varino cânticos bíblicos e hinos da igreja. Parece que a paráfrase dos salmos não fora feita sobre a vulgata, mas sim sobre a versão italiana de Xavier Matthei. Uma parte do Psalterio já fôra publicada em vida da autora, num volume de 4º, impresso em Lisboa, em 1833. A outra parte saíra também anteriormente com o título: Paraphrase e varios psalmos, Lisboa, 1817; também haviam sido impressas em Londres em 8º gr. as traduções da Poetica de Horacio, e do Ensaio sobre a critica, de Pope.

Também foi publicada ainda em vida da autora: 
- De Buonaparte e dos Bourbons; e da necessidade de nos unirmos aos nossos legitimos principes, para a felicidade da França e da Europa: por F. A. de Chateaubriand. Traduzido em linguagem por uma senhora portugueza, Londres, 1814;
- Ensaio sobre a indifferença em materia de religião: trad. de Lamennais, Lisboa, 1820, 2 tomos;
- Estudo biographico- critico, a respeito da litteratura portugueza, de Romero Ortiz, de pag. 61 a 96, que saíra também na Revista de España, tomo IX;
- Elegia à morte de S. A. R. o principe do Brazil O sr. D. José, Lisboa. 1788.
- Existe colaboração da sua autoria na revista Ilustração Popular[2] (1884).

## Descendência

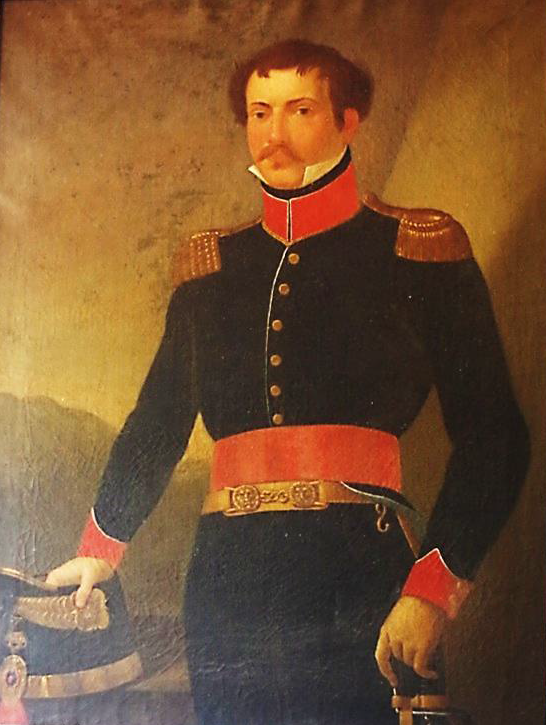
D. João Carlos Ulrico de Oyenhausen e Almeida, Conde de Oyenhausen

1. Leonor Benedita Maria de Oyenhausen de Almeida (Porto, 30 de novembro de 1780 - Lisboa, 18 de outubro de 1850), 7ª donataria de Assumar, 6ª administradora do morgadio de Vale de Nabais e herdeira de toda a casa de seus pais. Casou na Lapa, em 10 de novembro de 1799 com D. João José Luís Mascarenhas Barreto, 7° Conde da Torre de juro e herdade, 7° Conde de Coculim, 6° Marquês de Fronteira, 6° donatário de Fronteira e 6° do mordomado-mor de Faro. Vedor da Casa da Princesa D. Maria Francisca Benedita;
2. Maria Regina de Oyenhausen de Almeida (Viena, morreu com um ano de idade), condessa de Oyenhausen;
3. Frederica de Oyenhausen de Almeida (Viena, 1782 - Sintra, Outubro de 1847), condessa de Oyenhausen;
4. Juliana Maria Luisa Carolina de Oyenhausen de Almeida (Viena, 1 de setembro de 1784 - São Petersburgo, 14 de novembro de 1864). Casada em Lisboa em 1800 com Aires José Maria de Saldanha Albuquerque Coutinho Matos e Noronha, 2° Conde da Ega, alcaide-mor de Soure e de Guimarães, Gentil-Homem da câmara da Rainha D. Maria I e de D. João VI. Em 12 de Julho de 1827 casou em segundas núpcias com o Conde Grigory Alexandrovich Strogonoff, na cidade de Dresden, Alemanha;
5. Carlos Frederico de Oyenhausen de Almeida (Avignon, morreu jovem), Conde de Oyenhausen;
6. Henriqueta de Oyenhausen de Almeida (Marselha, 3 de janeiro de 1787 - Lisboa, 20 de março de 1860), condessa de Oyenhausen, dama camarista da Rainha D. Maria II;
7. Luísa de Oyenhausen de Almeida (Lisboa, 1789), casada em Hampstead, em 13 de junho de 1812 com Heliodoro Jacinto Carneiro de Araújo, Fidalgo da Casa Real, do Conselho de Estado de D João VI, licenciado em medicina e cirurgia, professor da Escola de Medicina de Lisboa e diplomata;
8. João Carlos Ulrico de Oyenhausen de Almeida (Lisboa, 31 de outubro de 1791 - Lisboa, 14 de agosto de 1822), Conde de Oyenhausen na Áustria, tenente coronel do Regimento de cavalaria n° 4, serviu nos Dragões de São Paulo, no Brasil. Comendador da Ordem de Cristo.